# Campanaccio
Il campanaccio è uno strumento a percussione di tipo idiofono a suono indeterminato.

## Costruzione
È costruito con una lamiera di metallo ed ha una forma simile ad una campana appiattita. Ne esistono di innumerevoli dimensioni, indicativamente da 3 a 50 cm di altezza. Le sagome più diffuse sono quella troncopiramidale e quella ovoidale. 

## Impieghi
È stato introdotto nell'orchestra nel XX secolo da alcuni compositori a scopo principalmente descrittivo.
Nella musica tribale africana ne viene utilizzato un tipo senza batacchio, percosso con bacchette di legno o metallo; questo tipo di strumento viene utilizzato nella musica caraibica e brasiliana, successivamente nel jazz come accessorio della batteria, nell'orchestra e negli anni ottanta venne introdotto anche nel glam metal.
È diffuso tra gli allevatori dell'Arco Alpino l'utilizzo del campanaccio come abbellimento per gli animali da pascolo, con lo scopo anche di distinguere tra loro gli esemplari.

## Galleria d'immagini

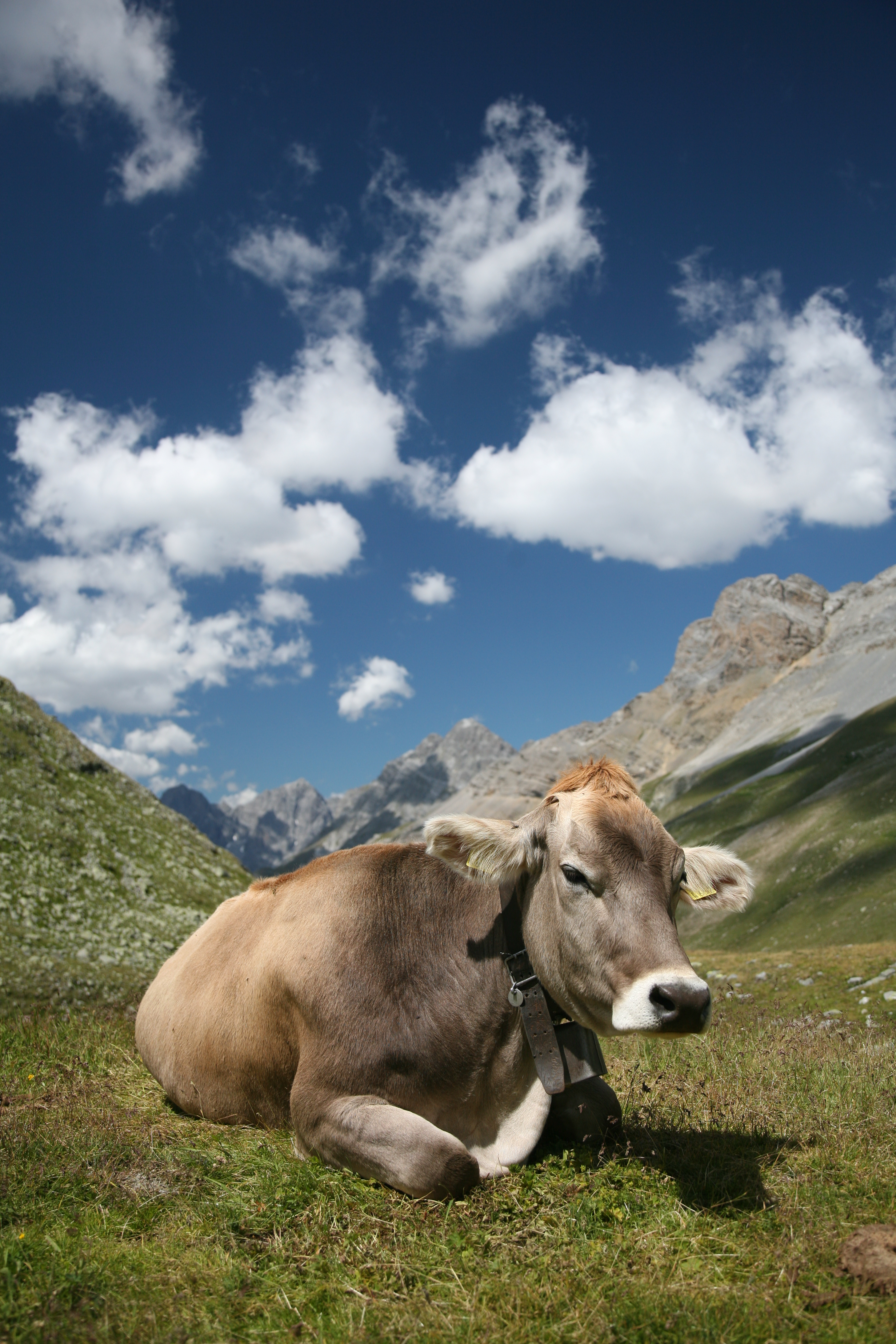
Campanaccio al collo di una mucca
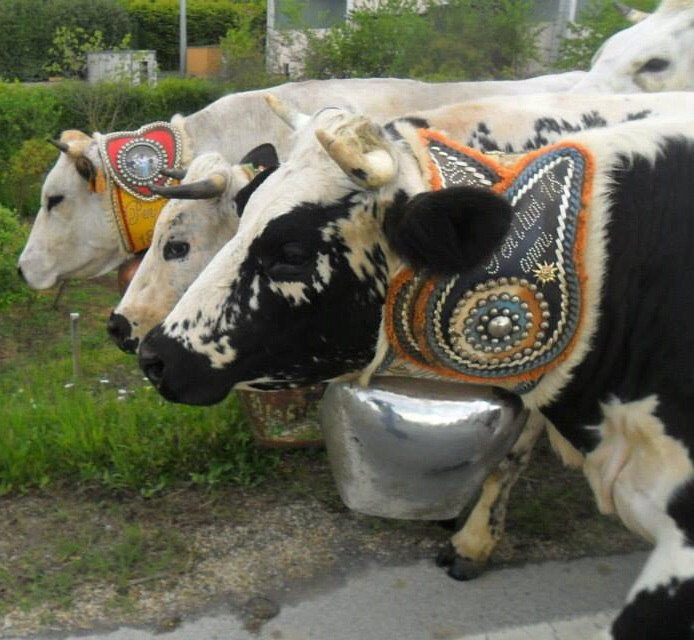
Mucche al pascolo
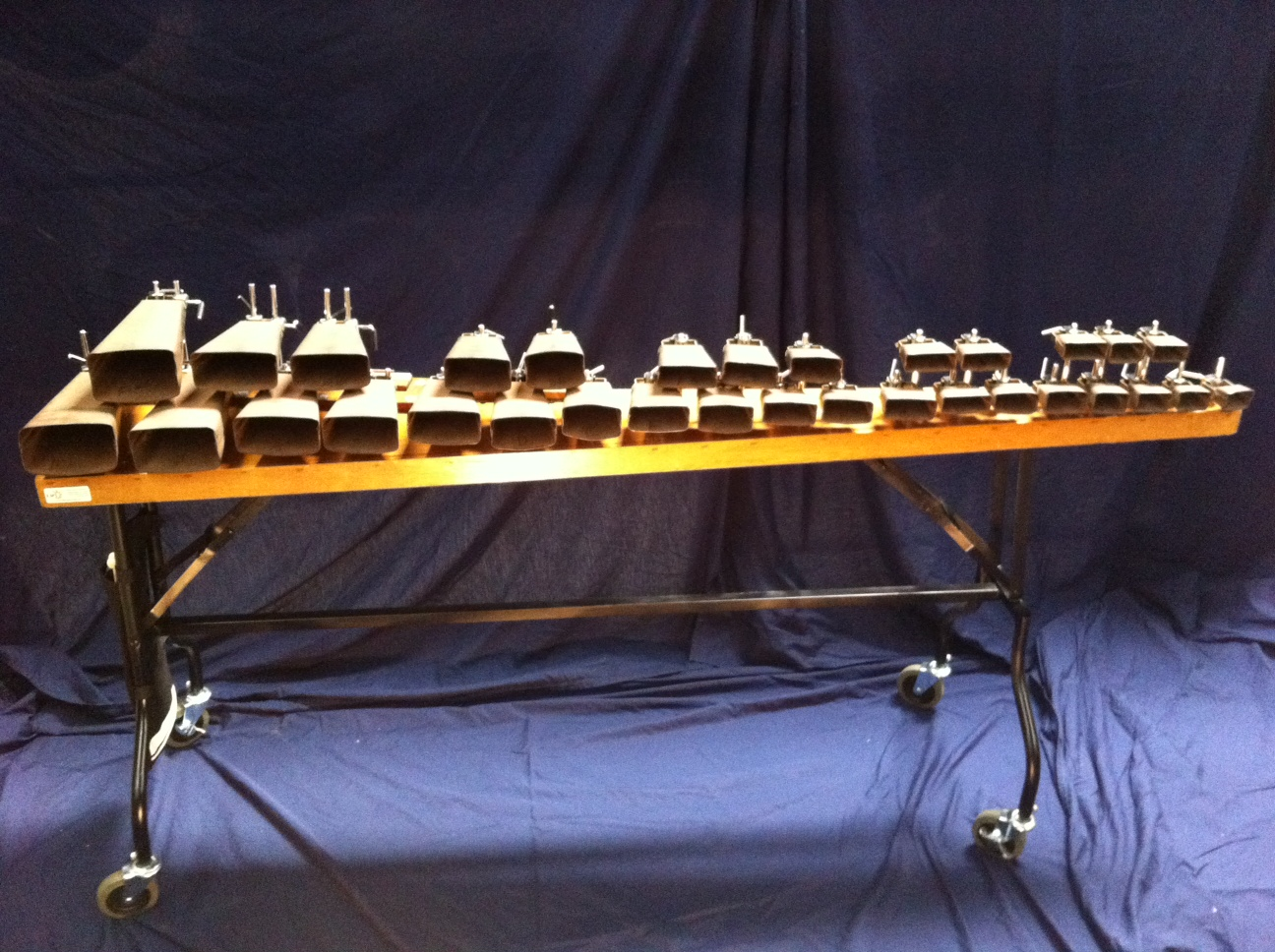
Campanacci cromatici accordati (dalla collezione Emil Richards), gamma F4-C7